# سمير سيف
سمير سيف (23 أكتوبر 1947 - 9 ديسمبر 2019)، مخرج مصري. له العديد من الأفلام مع الممثل المصري عادل إمام مثل: الغول، المشبوه، الهلفوت، شمس الزناتي.
ظهر في فيلم «كلام في الحب».

## عن حياته
تخرج من «المعهد العالي للسينما» قسم (إخراج) عام 1969 بتقدير امتياز، وعُين بعد تخرجه معيداً بالمعهد، عمل بعد تخرجه في النقد السينمائي، كما عمل مساعداً لعدد من المخرجين الكبار في عصره، مثل: (شادي عبد السلام، يوسف شاهين، حسن الإمام وغيرهم). بدأ حياته الفنية بإخراج فيلم «دائرة الانتقام» عام 1976، ثم «قطة على نار» بعده بعام وذلك مع نور الشريف، وحقق بهما شهرة واسعة منذ البداية، وقدم في عام 1978 فيلم «إبليس في المدينة»، وبعده بعام قدم فيلم «المتوحشة»، ثم قدم عادل إمام في أهم أفلامه بعيدًا عن الكوميديا بفيلم «المشبوه» أمام سعاد حسني عام 1982، ومع سعاد أيضا أخرج فيلم «غريب في بيتي» مع نور الشريف، ثم عاد لعادل إمام وقدما معًا فيلم «الغول» عام 1983، وعاد لنور الشريف ليقدم بعد عام فيلم «آخر الرجال المحترمين» وتوالت أعماله.

## أعماله

### إخراج

#### الأفلام
- 1976: دائرة الانتقام
- 1977: قطة على نار
- 1978: إبليس في المدينة
- 1979: المتوحشة
- 1981: المشبوه
- 1982: غريب في بيتي
- 1983: الغول
- 1984: شوارع من نار
- 1984: الهلفوت
- 1984: آخر الرجال المحترمين
- 1984: احترس من الخط
- 1985: المطارد
- 1986: عصر الذئاب
- 1987: النمر والأنثى
- 1989: المولد
- 1990: الشيطانة التي أحبتني
- 1990: الراقصة والسياسي
- 1991: مسجل خطر
- 1991: شمس الزناتي
- 1993: لهيب الانتقام
- 1996: الزمن والكلاب
- 1997: عيش الغراب
- 2000: سوق المتعة
- 2002: معالي الوزير
- 2003: ديل السمكة
- 2016: أوغسطينوس ابن دموعها [3]

#### المسلسلات
- 1986: سفر الأحلام
- 1986: الجوارح
- 1987: البشاير
- 1993: ألف ليلة وليلة
- 2000: أوان الورد
- 2004: الدم والنار
- 2006: نور الصباح
- 2006: السندريلا
- 2008: نسيم الروح
- 2010: بالشمع الأحمر
- 2012: ابن موت

#### المسرحيات
- 1994: حب في التخشيبة
- 1994: 727

### تأليف
- 1976: دائرة الانتقام (قصة وسيناريو)
- 1981: المشبوه (قصة وسيناريو)
- 1985: المطارد (سيناريو وحوار)
- 1993: لهيب الانتقام (قصة وسيناريو وحوار)
- 1997: عيش الغراب (قصة وسيناريو وحوار)

## روابط خارجية
- سمير سيف على موقع IMDb (الإنجليزية)
- سمير سيف على موقع الدهليز
- سمير سيف على موقع قاعدة بيانات الأفلام العربية
- سمير سيف على موقع قاعدة بيانات الفيلم (الإنجليزية)